# کمان‌پیکری
کمان‌پیکری یا (به انگلیسی: Opisthotonus) قرار گرفتن غیرارادی بدن در حالت خوابیده در وضعیتی که سر و پاها روی زمین و پشت و کمر و لگن بالاتر از آن قرار می‌گیرند.
این وضعیت اغلب در بیماری‌هایی که موجب انقباض شدید عضلات مخطط محوری و ستون فقرات شود دیده می‌شود مانند کزاز برخی از فلج‌های مغزی و...